# Nikona (Pierietiagina)
Nikona, nazwisko świeckie Raisa Jegorowna Pierietagina (ur. 12 października 1941, zm. 28 maja 2012) – rosyjska mniszka prawosławna, przełożona stauropigialnego monasteru Kazańskiej Ikony Matki Bożej i św. Ambrożego z Optiny w Szamordinie w latach 1990-2012.
W 1983 wstąpiła jako posłusznica do monasteru Trójcy Świętej i św. Sergiusza z Radoneża w Rydze. Równocześnie kontynuowała edukację w szkole regentów chórów cerkiewnych przy seminarium duchownym w Moskwie, którą zakończyła w 1984. W 1988 złożyła wieczyste śluby mnisze przed metropolitą ryskim i łotewskim Leonidem, przyjmując imię Nikona na cześć świętego mnicha Nikona z Radoneża.
W 1990 została przełożoną monasteru Kazańskiej Ikony Matki Bożej i św. Ambrożego z Optiny w Szamordinie, pierwszą od czasu jego reaktywacji (monaster został zamknięty w 1927 przez władze radzieckie); 27 maja tego roku otrzymała godność igumeni. Kierowała odbudową zniszczonego klasztoru i ponowną organizacją żeńskiego życia mniszego na jego terenie. W okresie kierowania przez nią wspólnotą ponownie poświęcone zostały cerkwie monasterskie, zorganizowane pracownie rękodzieła i szpital. Obowiązki przełożonej wykonywała do śmierci, jaka nastąpiła w 2012 po długiej chorobie.